# Juan Cueto Ibáñez
Juan Cueto Ibáñez (Villarreal, Álava, 20 de mayo de 1881 - Bilbao, 25 de junio de 1937) fue un militar español perteneciente al Cuerpo de Carabineros que luchó en la guerra civil española a favor de la República. Fue fusilado tras la caída de Bilbao en manos de las tropas de Franco.

## Biografía
Procedente del arma de Infantería, se integraría en el Cuerpo de Carabineros. Antes de la contienda estuvo afiliado a la masonería.
Al estallar la Guerra Civil en julio de 1936 está destinado con el rango de teniente coronel en la Casa Militar del Presidente de la República, Manuel Azaña. Hacia el 10 de octubre llega a Bilbao, en donde se hace cargo del batallón Azaña hasta finales de octubre, cuando este batallón marcha a Asturias. En la ofensiva sobre Villarreal de Álava (del 30 de noviembre al 23 de diciembre) se hace cargo de la 2.ª columna que ataca al oeste de este pueblo. Su mala actuación hace que sea sustituido el 10 de diciembre por Vidal, quedando en Bilbao y sin destino. Permanece en el Frente del Norte, y cuando en 1937 los rebeldes están a punto de tomar Bilbao, se le asigna, hacia el día 16 de junio y ya con el rango de coronel, un sector de la ciudad para defenderla. Su nombramiento no surtió ningún efecto, ya que 19 de junio cayó Bilbao. Fue capturado por las fuerzas sublevadas, quizás el 19 o el 20 de junio, juzgado por un tribunal militar y fusilado en las tapias del cementerio el 25 de junio.
Manuel Azaña escribió sobre él tras conocer que había sido fusilado por los sublevados:

Quien ha sufrido hasta ahora, de todo el personal del Cuarto Militar, la suerte más cruel, ha sido Cueto, teniente coronel de Carabineros. Cueto era muy buena persona, incapaz de hacer daño a una mosca; pero terco y pleitista como buen vasco. Como allí faltaban jefes, y su presencia en el Cuarto Militar no era imprescindible, lo destinaron a Vizcaya. El mismo Cueto me dio la noticia de lo que se proyectaba, con gran alborozo, porque al pobre le entusiasmaba ir a defender su tierra natal. Estuvo un poco de tiempo en Ochandiano y después lo destinaron a Bilbao. Allí cayó prisionero. Nos han contado que al retirarse de Bilbao las últimas fuerzas, alguien envió una camioneta para recoger a Cueto, que estaba gravísimamente enfermo de un ataque al corazón, y que sintiéndose morir, rehusó marcharse. Otros refieren que cuando salía, en un coche o en un camión, le apresaron dentro de Bilbao gentes rebeladas en favor de los invasores. Sea como quiera, le formaron consejo de guerra y le han fusilado. Una autoridad militar de Bilbao le ha escrito a la viuda una carta atroz, para darle la noticia de la ejecución.